# Вевецько
Вевецько (пол. Wiewiecko) — село в Польщі, у гміні Венґожино Лобезького повіту Західнопоморського воєводства.
Населення — 201 особа (2011).

## Демографія
Демографічна структура станом на 31 березня 2011 року:
|          | Загалом | Допрацездатний вік | Працездатний вік | Постпрацездатний вік |
| -------- | ------- | ------------------ | ---------------- | -------------------- |
| Чоловіки | 101     | 23                 | 68               | 10                   |
| Жінки    | 100     | 29                 | 54               | 17                   |
| Разом    | 201     | 52                 | 122              | 27                   |